# Heléne of the North
Heléne of the North er en amerikansk stumfilm fra 1915 af J. Searle Dawley.

## Medvirkende
- Marguerite Clark som Helene Dearing.
- Conway Tearle som Ralph Connell / Lord Traverse.
- Elliott Dexter som Pierre.
- Robert Rogers som Westforth.
- Kathryn Adams som Miss Cadwell.